# Egregyi templom
Hévíz városának egyik külvárosa az egykori Egregy község Árpád-kori templomáról nevezetes.

## A templom
Az Árpád-kori templom a belvárostól északra, mintegy félórányi sétaútnyi távolságra áll a dombtetőn az egykori Egregy település temetőjében. Szép diadalívén fonatos festés figyelhető meg. Nyugati tornya kőgúlasisakos.
Pontos építési ideje nem ismert, egy 1341-ből származó oklevél azonban már említi, védőszentje ekkor Alexandriai Szent Katalin volt. Külső-belső díszítő festése 1731-ben készült, amikor a török időkben jócskán megrongálódott épületet felújították, ezzel együtt jelentősen átépítették. Ugyanebben a században a templom az alsópáhoki egyház filiájaként működött, Egregy házai pedig délebbre épültek fel korábbi elhelyezkedésüknél. A templom köré temető települt, innentől kezdve temetőkápolnaként használták, új védőszentjévé Szent Magdolnát választották. A 19. században újra felújították, a század második felétől építészek részletes leírásokat készítettek róla. 1912-ben ismételt felújítás következett, 1938-ban pedig a toronysisakot javították.

## Galéria

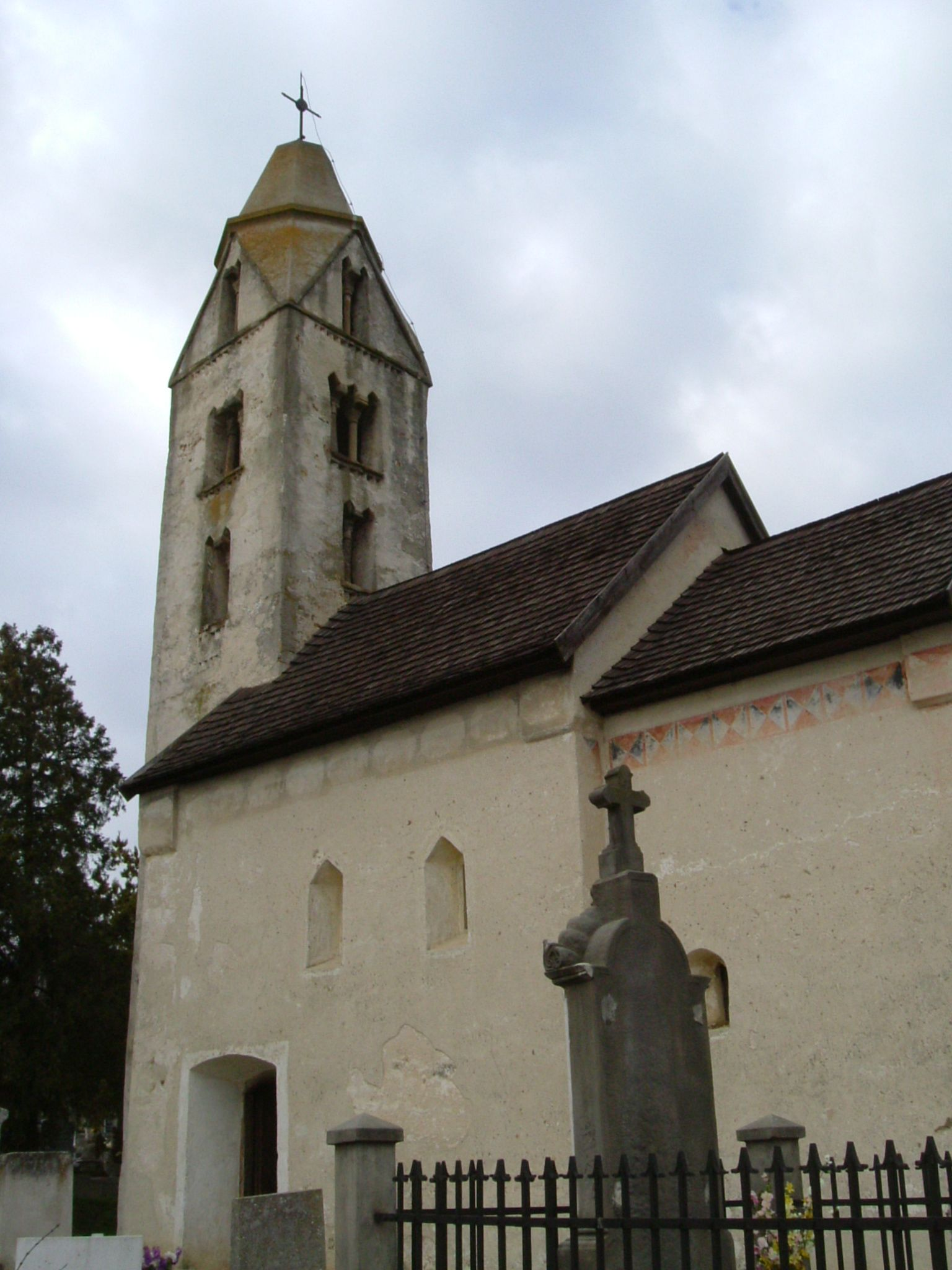
A templom és a temető
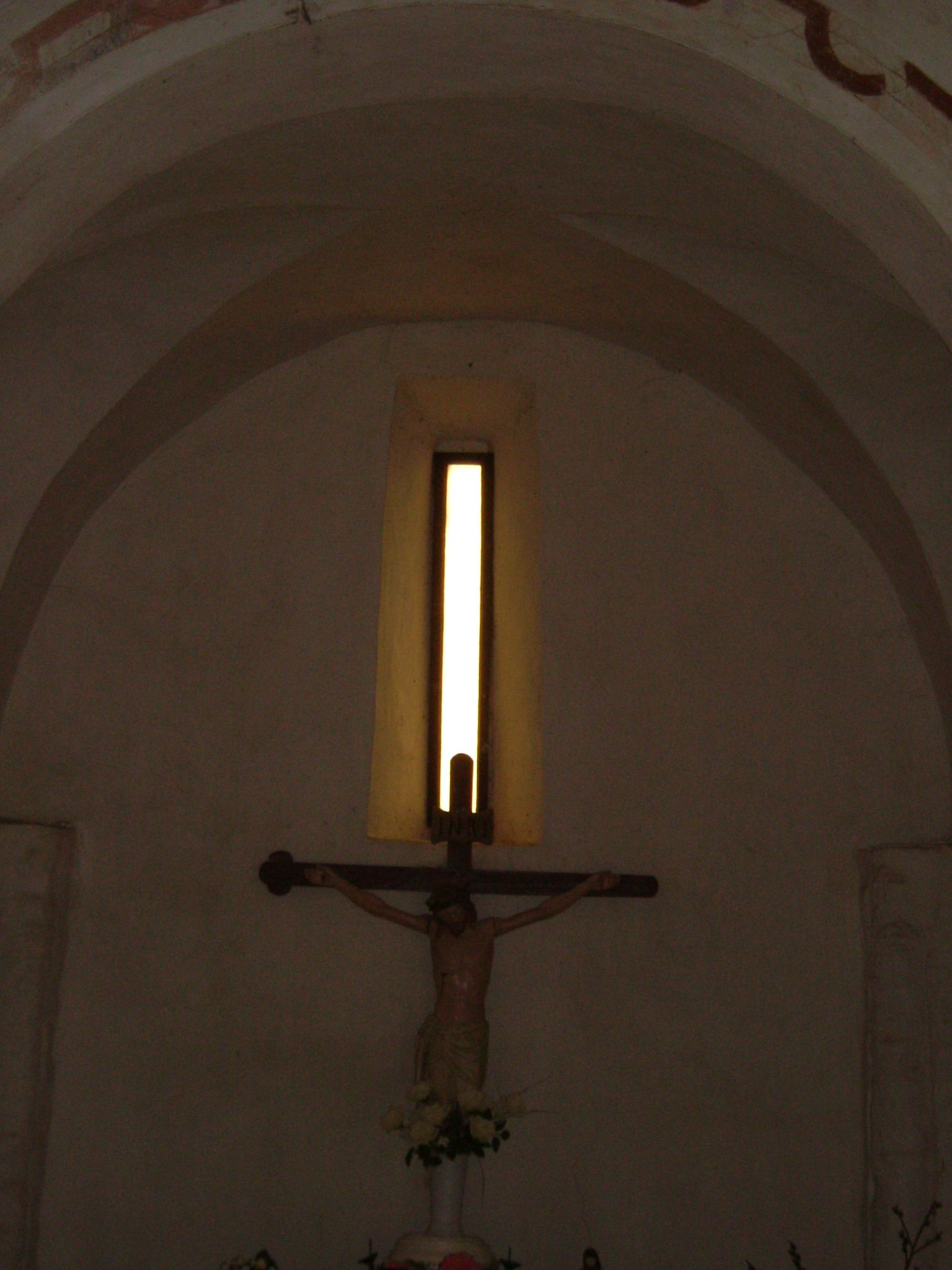
A szentély
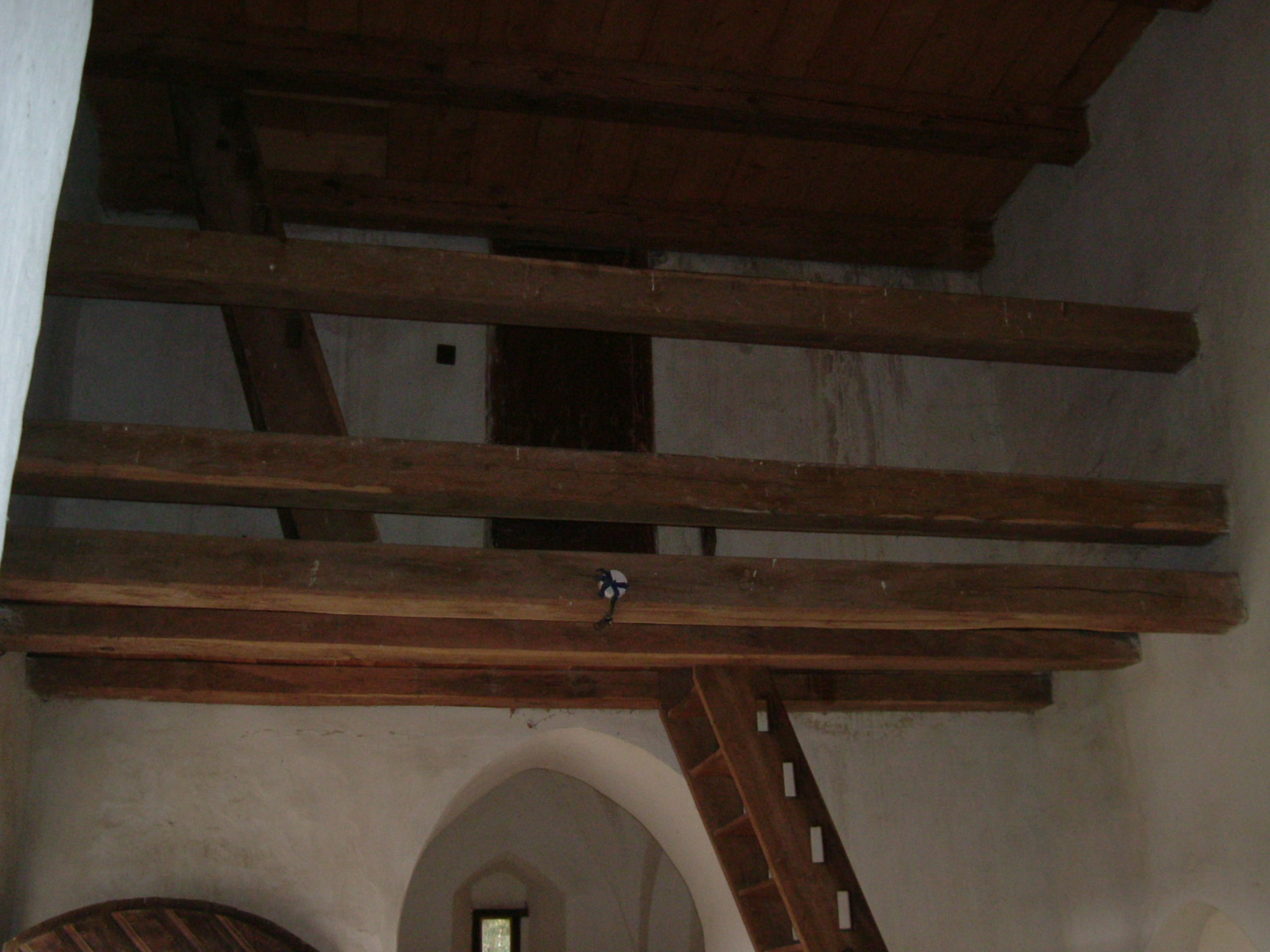
Lépcső a toronyba
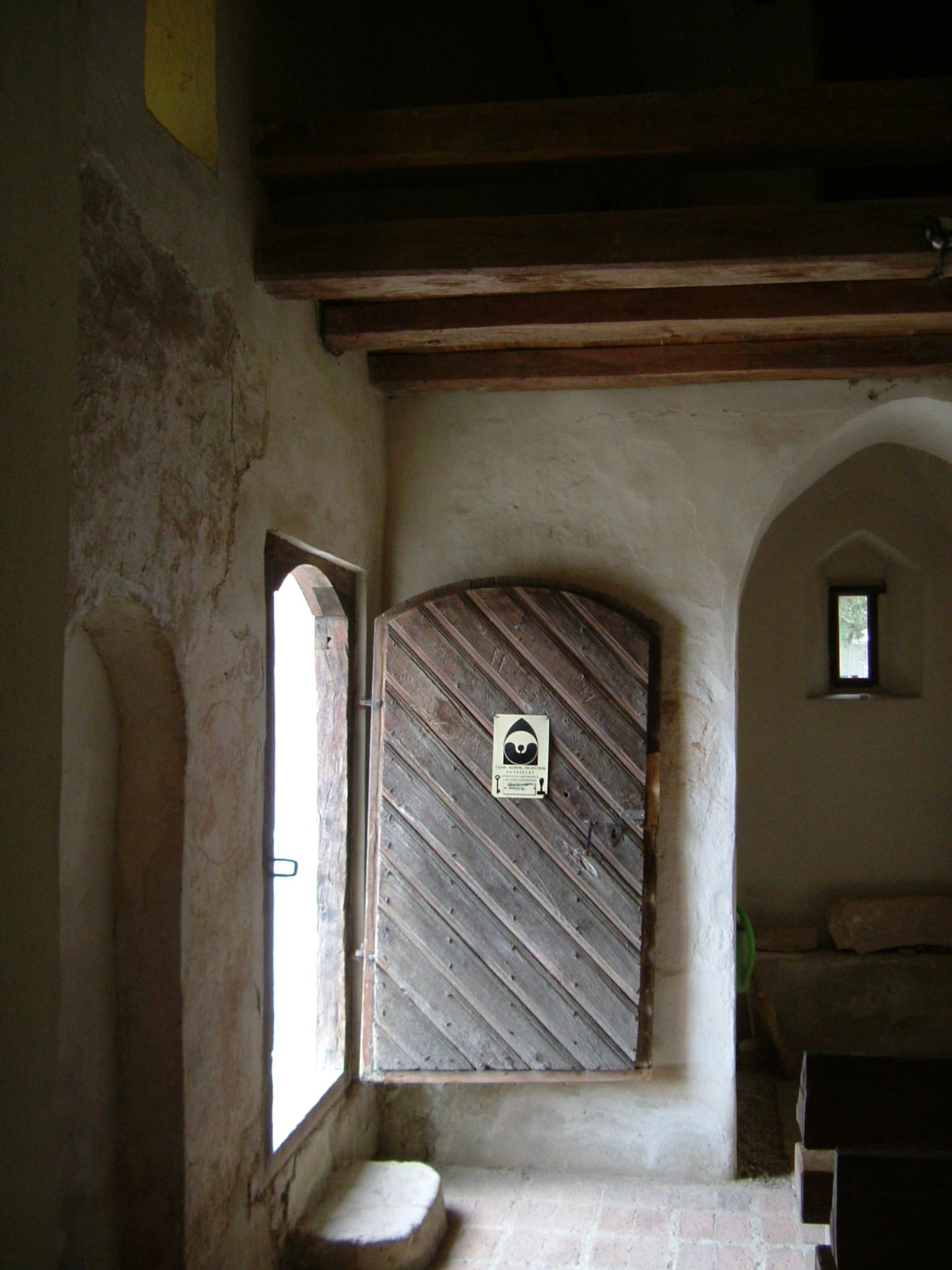
Bejárat